# Kaki Tamma
Kaki Tamma (auch: Kakitama) ist ein Dorf in der Landgemeinde Bandé in Niger.

## Geographie
Das von einem traditionellen Ortsvorsteher (chef traditionnel) geleitete Dorf liegt rund 16 Kilometer südöstlich des Hauptorts Bandé der gleichnamigen Landgemeinde, die zum Departement Magaria in der Region Zinder gehört. Ein Nachbardorf von Kaki Tamma im Norden ist Rouboundji.
Kaki Tamma ist Teil der Übergangszone zwischen Sahel und Sudan. Die durchschnittliche jährliche Niederschlagsmenge beträgt hier zwischen 400 und 500 mm.

## Geschichte
Die Fulbe-Gruppierung Peulh de Bandé mit Sitz in Kaki Tamma wurde 1936 offiziell anerkannt. Ihr Anführer wurde 1994 Laminou Boubé.

## Bevölkerung
Bei der Volkszählung 2012 hatte Kaki Tamma 1621 Einwohner, die in 279 Haushalten lebten. Bei der Volkszählung 2001 betrug die Einwohnerzahl 1038 in 189 Haushalten und bei der Volkszählung 1988 belief sich die Einwohnerzahl auf 1078 in 172 Haushalten.
Die Bevölkerungsdichte in diesem Gebiet ist mit über 100 Einwohnern je Quadratkilometer hoch.

## Wirtschaft und Infrastruktur
Das Gebiet der Ebenen im Süden der Region Zinder, in dem Kaki Tamma liegt, ist von einer anhaltenden Degradation der ackerbaulichen Flächen gekennzeichnet, die mit der hohen Bevölkerungsdichte in Zusammenhang steht. Mit einem Centre de Santé Intégré (CSI) ist ein Gesundheitszentrum im Dorf vorhanden. Es verfügt über ein eigenes Labor und eine Entbindungsstation.